# Bannmil
Bannmil kallades på medeltiden det geografiska område inom vilket vissa särskilda ekonomiska monopolrättigheter gällde, främst de privilegier som tillkom städernas borgare.
Begreppet hade stor vikt i stadsrätten, där det förekom sedan 1200-talet. Stadgandet, som var typiskt för medeltida stadspolitiken, upphävdes i allmänhet först omkring år 1800, i Frankrike genom revolutionen och i Tyskland något senare. 
Liknande stadgar förekom även i de nordiska länderna, men beteckningen bannmil förefaller ej ha använts där.